# Economia social de mercado
Economia social de mercado (em alemão:Soziale Marktwirtschaft), também conhecido como capitalismo renano, é um modelo sociopolítico e o principal modelo econômico utilizado na Alemanha Ocidental após a Segunda Guerra Mundial, assim como em outros países europeus como a Áustria. Segundo o Tratado de Lisboa a União Europeia tem como objetivo uma "Economia Social de Mercado altamente competitiva".

## História
O conceito começa se desenvolver durante a ditadura nazista na Alemanha. Rejeitando as ideias do totalitarismo nazista na Alemanha e comunista na União Soviética, Walter Eucken fundou a filosofia política de Ordoliberalismo da Escola de Friburgo. Walter Eucken acreditava que a liberdade econômica é necessária para garantir simultaneamente a liberdade política. Com base no Ordoliberalismo, outros pesquisadores como Wilhelm Röpke ou Alexander Rüstow, começaram a desenvolver uma teoria com uma tendência, que ao contrário do Ordoliberalismo, permitia intervenções pelo estado, corrigindo as imperfeições do sistema econômico.
No ano de 1947 Alfred Müller-Armack publicou o livro "Direção Econômica e Economia de Mercado", mencionando pela primeira vez o termo "Economia Social de Mercado".
Ludwig Erhard, fortemente influenciado pelo próprio Alfred Müller-Armack, foi o primeiro a pôr o conceito em prática, quando ele era o Ministro da Economia e vice-Chanceler (de 1949 a 1963 na chancelaria de Konrad Adenauer) e, posteriormente, chanceler (1963-1966).

## O conceito de Economia Social de Mercado
Alfred Müller-Armack descreveu a Economia Social de Mercado (ESM) como a “combinação do princípio da liberdade de mercado com o princípio da equidade social". O objetivo do conceito, por seguinte, é unir as maiores vantagens de um mercado livre, como por exemplo a produtividade alta ou a livre iniciativa individual, com um forte componente social. A ESM, enraizada na tradição social cristã, visa numa igualdade de oportunidades e, como declarado pelo Chanceler Ludwig Erhard, no "Bem-estar para todos". Alfred Müller-Armack foi fortemente influenciado pela Doutrina Social da Igreja e portanto entendia o ser humano como centro da ordem social, que tem não só uma capacidade criadora, mas também pode distinguir o certo do errado. Isto converge para uma combinação de liberdade com responsabilidade individual. A economia social de mercado também recebeu  influencias do pensamento solidarista do padre Heinrich Pesch e distributista de G.K. Chesterton.
A Economia Social de Mercado, segundo Marcelo Resico da Universidade Cátolica Argentina (UCA), é baseada na organização dos mercados como melhor sistema de atribuição de recursos e tenta corrigir e prover as condições institucionais, éticas e sociais para sua operação eficiente e equitativa. Com isso, de acordo com Rizzi, ela valoriza moedas estáveis, austeridade fiscal, livre formação de preços, combate a oligopólios, monopólios e cartéis e subsidiariedade.
Tem surgido debates acerca da viabilidade do modelo alemão quanto a América Latina; os governos neoliberais da década de 90, como o de Fernando Henrique Cardoso se inspiraram na Terceira Via, que é uma reprodução desse modelo. Porém o baixo crescimento e as constantes crises cambiais colocaram sua aplicabilidade em xeque. Tem sido proposto o Novo desenvolvimentismo, desde então, para fazer uma via adaptada do modelo para a América Latina. nesta proposta o centro da ideia está mais em retomada do crescimento do que em estabilidade monetária, não obstante isto siga como um importante elemento.

## Princípios sociopolíticos da ESM
A Economia Social de Mercado tem como fundamento sociopolítico os seguintes princípios:
- Solidariedade
- Subsidiariedade
- Justiça social